# Visalia
Visalia város az USA Kalifornia államában, Tulare megyében, melynek megyeszékhelye is. Lakosainak száma 141 384 fő (2020. április 1.).

## Népesség
A település népességének változása:
| Lakosok száma | 548  | 124 442 | 141 384 |
|               | 1860 | 2010    | 2020    |